# Kituro Schaarbeek RC
Kituro Rugby Club is een Belgische rugbyclub uit Schaarbeek.
De club werd in 1961 opgericht en is vernoemd naar een vulkaan in het oosten van Congo. De naam werd gegeven door de destijds in België woonachtige vulkanoloog Haroun Tazieff, die ook zelf rugby speelde. Tazieff had eerder een uitbarsting van de vulkaan meegemaakt. De clubkleuren van de Kituro Rugby Club zijn groen en zwart.
Kituro Rugby Club is actief in de eerste divisie van het Belgische rugby. In het verleden zijn regelmatig spelers van de club geselecteerd om te spelen bij de Zwarte Duivels, het Belgische nationale rugbyteam.

## Palmares
- Landskampioen: 1967, 1996, 2009 & 2011
- Bekerkampioen: 1969, 1977, 1981, 1983, 1993, 1998

## Bekende (ex-)spelers
- Pierre Dacquin
- Vincent Debaty
- Julien Berger
- Jimmy Parker